# Kava kava
Káva-káva ali tudi samo káva (druga imena: ʻawa (Havaji), 'ava (Samoa), yaqona (Fidži), and sakau (Pohnpei)) je ime za rastlino Piper methysticum in hkrati za napitek iz korenin te rastline. Domovina rastline je vzhodna Oceanija. Aktivne sestavine v napitku se imenujejo kavalaktoni. V rastlinski farmakopeji se priporočajo izvlečki iz kava-kave proti stresu, nespečnosti in anksioznosti.
Študije neželenih stranskih učinkov, zlasti na jetra, niso izključile strupenosti. Predpostavljajo, da so opažene okvare verjetno posledica uporabe stebel in listov za pripravo napitka. Domačini uporabljajo samo korenine.

## Sestava
Sveža korenina kave povprečno vsebuje 80 % vode. Posušena korenina vsebuje približno 43 % škroba, 20 % vlaknin, 15 % kavalaktonov, 12 % vode, 3,2 % sladkorja, 3,6 % proteinov in 3,2 % mineralov. Največja vsebnost laktonov je v korenini in pada po rastlini navzgor. 15 %, 10 % in 5 % relativne koncentracije so bile opažene v koreninah, štrclju in bazalnem steblu. 
Zrelo korenino požanjejo po min 4-ih letih (idealno vsaj 5-ih), ko vsebuje največ kavalaktonov. Večina rastlin proizvede okrog 50 kg korenin. Kavne korenine so razvrščene v dve kategoriji: krovne korenine (ali čips) in stranske korenine. Krovne korenine so velikega premera (1,5-5 inčov) in po žetvi predstavljajo okrog 80 % celotne rastline. Stranske korenine so manjše, izgledajo kot tipične korenine in vsebujejo največ kavalaktonov. Kvalitetna kava “Waka” je narejena le iz slednjih korenin.

## Priprava in uporaba
Korenine rastline kava kava se uporabljajo za izdelavo napitka s pomirjevalnimi in anestetičnimi lastnostmi. Kavo tradicionalno uživajo v kulturah na območju Pacifika- Polinezija (Havaji), Vanuatu, Melanezija in na nekaterih območjih Mikronezije. Njene aktivne sestavine so kavalactoni. Kavo primarno uživajo za pomiritev, saj ne povzroča duševnih motenj. Cochrane Collaboration je ugotovila tudi uspešnost pri zdravljunju kratkoročne socialne anksioznosti. Skrb vzbujajoča je uporaba stebel in listov kave, saj naj bi bile nekatere njihove substance hepatotoksične, medtem ko je uporaba korenin, kot narekuje tradicionalna uporaba, varna. Pogosta in obsežna uporaba kave ima lahko tudi škodljive učinke kot so podhranjenost, poškodbo jeter, motnje v delovanju ledvic in izpuščaji.

### Tradicionalna priprava
Priprava se, med kulturami,vzdolž obale Pacifika, razlikuje. Tradicionalno pripravljajo kavo z žvečenjem, brušenjem ali razbijanjem korenin. Brušenje poteka ročno s pomočjo mrtve korale, z dodatkom manjše količine vode. Razbijanje se izvaja v kamnu. Produktu nato dodajo hladno vodo in ga čim prej zaužijejo. Okus je rahlo pikanten. Aroma je odvisna ali gre za svežo oziroma suho rastlino in od vrste. 
Kava pripravljena z žvečenjem ima najmočnejši učinek, saj tako proizvedejo najdrobnejše delce. Sveža kava ima močnejši učinek kot posušena. Moč učinka je odvisna tudi od vrste in načina pridelave.
Pijačo zaužijejo nakaj časa pred kosilom, da se psihoaktivne substance hitreje absorbirajo v krvni obtok.

### Moderna priprava
Napitek se izdeluje iz korenin. Korenino posušijo in jo zmeljejo v droben prah. Navadno zaužijejo eno žlico prahu na skodelico vode. Močnejši učinek dosežejo z večjo količino kave. Prašek pustijo v vodi približno 30 minut, da se popolnoma navlaži. Za pomoč pri tvorbi emulzije pogosto dodajo tudi lecitin. Kavo, vodo in lecitin mešajo nekaj minut v mešalniku, nato zmes precedijo. Za izboljšanje okusa pogosto dodajo kokosovo mleko, kakav ali sojino mleko.

### Tablete
V farmacevtski industriji za ekstracijo kavalactonov uporabljajo aceton ali etanol. Tablete po standardih vsebujejo približno 30 %-90 % kavalactonov. Vendar so zaradi uporabe drugih delov rastlin v farmacevtski industriji, kot so listi in stebla, nekateri izdelki izkazali za hepatotoksične in bili ponekod prepovedani. Tableta kave navadno vsebuje med 60 do 150 mg kavalaktonov. Tradicionalno pripravljen napitek kave pa vsebuje okoli 250 mg kavalactonov.

## Farmakologija

### Farmakodinamika
Kavolactoni povzročijo blago pomiritev, rahlo omrtvičenje ust in doživete sanje. Kava naj bi tudi pripomogla k izboljšanju kongnitivne zmogljivost in spodbujala boljšo voljo. Ima podoben učinek kot benzodiazepini vključno z mišično relaksacijo, anestetičnim, antikonvulsivnim in anksiolitičnim delovanjem. Učinek naj bi bil posledica neposredne povezave med kavolactoni in napetostnimi ionskimi kanali.
Raziskave so pokazele, da kavalactoni povečajo učinek GABA, vendar ne vplivajo na delovanje [[dopamin|dopamina] in serotonina na CŽS.
Kavain inhibira prevzem noradrenalina na transporter. Povečana zunajcelična koncentracija noradrenalina v možganih izboljšuje sposobnost osredotočenja in pozornosti.

### Učinki
Nekatere medicinske knjige trdijo, da ima kava potencial za povzročitev odvisnosti, ker povzroča blago evforijo in relaksacijo. Učinek kave naj bi nastopil znotraj 20-30 minut, traja okoli dve uri, vendar se lahko čuti tudi do 8 ur. Učinek kave najpogosteje primerjajo z alkoholom ali veliko dozo diazepama.
Učinki, kot so otrpelost ust in jezika, rahla zgovornost in družabno vedenje, jasno razmišljanje, pomirjenost, sproščene mišice, občutek ugodja, nastopijo postopoma. Otrplost ust in jezika povzročita kavalactona kavain in hidrokavain zaradi kontrakcije krvnih žil in delujeta kot lokalna anestetika. Delujeta lahko celo na trebuh. Ta občutek pa je pogosto zamenjan za slabost.
Učinek kave je odvisen od vrste in zaužite količine. Zaužitje velike količine napitka lahko sproži utrujenost. Oči postanejo občutljive na svetlobo in uporabnik zaspi v globok spanec brez sanj. Spanec je zelo pomirjajoč, korelira pa z zaužito količino napitka.Ko se oseba zbudi, le-ta ne čuti nobenih fizičnih ali mentalnih posledic. Čeprav velike količine kave povzročajo globok spanec brez sanj, naj bi mnogi izkusili lažji spanec z doživetimi sanjam po zaužitju zmernih količin.

## Škodljivi učinki
Avstralske študije so se osredotočile na populacije, ki zaužijejo veliko alkohola in so na splošno šibkega zdravja. Uporabo kave v skupnosti Aboriginov so tudi povezali s splošno šibkim zdravjem, oteklim obrazom, luskastim izpuščajem … Na Fidžiju so se žene pivcev kave počutile prikrajšane za osnovne potrebe, saj so možje veliko denarja zapravili za kavo. Obstaja nekaj dokazov, ki kažejo na interakcije kave z zdravili (predpisanimi in nepredpisanimi), kot so antikonvulzivi, zdravila proti anksioznosti, antipsihotiki in levodopa (vendar ni nujno!).

## Stranski učinki

### Kožni izpuščaji
Kronična in pretirana uporaba kave lahko čez obdobje 3 mesecev ali več občasno povzroči luskavico, rumeni kožni izpuščaj in iritacijo očesa, ki izgine s prenehanjem uživanja kave. Izpuščaj naj bi bil povezan s pomanjkanjem niacina (vitamina B3), vendar dvojno-slepa, placebo-kontrolirana študija tega ni dokazala (29 otočanov Tonge z izpuščaji po uživanju kave (več kot 900 mg na teden), so dajali 100 mg tablete niacinamida ali placebo. V skupini, ki je prejemala niacinamid ni bilo statistično signifikantno dokazano, da pomanjkanje niacinamida povzroča izpuščaj).

### Poškodbe jeter in nadzor
Leta 2001 je narasla zaskrbljenost glede varnosti kavnih produktov. Pri nekaterih ljudeh, ki so uživali prehranska dopolnila s kavnim ekstraktom, so se pojavile obtožbe o hepatotoksičnosti, kar je pozvalo nadzorne agencije v evropskih državah. Sledile so prepovedi prodaje, dobave ali uvoza. Leta 2002 je Zdravstvena agencija v Kanadi izdala t. i. ″stop-sale″ ukaz, čeprav kava v Kanadi ni bila ilegalna. Izdano je bilo tudi poročilo o pomislekih uporabe kave in njenih škodljivih učinkih (predvsem hepatotoksičnosti). Tako je še tudi danes ponekod prepovedano prodajati kavo (zahodna in severna Avstralija). Drugod v Avstraliji najdemo priporočila o uživanju kave (max 250 mg kavalaktonov v 24 urah), medtem ko v VB trdijo, da varen odmerek kave ne obstaja.
Ugotovili so, da so prodani produkti kave v Evropi in Kanadi bili osnovani na izvlečkih iz etanola in acetona, ne pa na vodnih izvlečkih, ki jih pripravljajo po tradicionalnem načinu v Pacifiškem otočju. Za hepatotoksičnost so krivili tudi flavokavain B, vendar ni dokazano, da slednji preživi tradicionalni postopek priprave.

### Toksičnost tablet iz kavnih ekstraktov s stebli in listi
Ukrepanje nekaterih držav je spodbudilo raziskave v katerih so v steblih in listih rastline našli hepatotoksično snov. Gre za alkaloid pipermisticin, katerega hepatotoksičnost je bila dokazana tako in vitro kot in vivo (poskus s podganami: dvotedensko hranjenje z 10 mg/kg pipermisticina). Znakov hepatotoksičnosti niso našli v ekstraktih iz korenike.
K toksičnim učinkom lahko prav tako prispeva flavokavain B, ki se nahaja v koreniki. Znano je tudi da kavapironi blokirajo nekatere podtipe receptorjev citokroma P450, kar se kaže v interakciji z drugimi sočasno jemajočimi zdravili.
Ugotovili so, da so v letih 2000 in 2001 evropska farmacevtska podjetja na veliko kupovala stebelne olupke in liste, saj je zanimanje po kavnih ekstraktih močno naraslo. Medtem ko so v južnem Pacifiku za tradicionalen način priprave uporabljali le korenike in vodne ekstrakte. To pojasni zakaj so domorodci imeli mile, začasne, na kožo omejene stranske učinke, medtem ko so ljudje v sodobnem svetu občasno kazali hude, akutne znake.

### Detekcija v bioloških tekočinah
V forenzični raziskavi je bila kava kvantitativno določena v obliki kavaina v krvnem vzorcu. Najpomembnejši urinarni metabolit, konjugiran 4′-OH kavain, po navadi zaznamo do 48 ur po zaužitju kave.

## Kultura kave
Vsepovsod v Pacifiku se kava uporablja v medicinske, verske, politične in družbene namene. Tamkajšnje kulture zelo spoštujejo to rastlino, npr: na Fidžiju uradni yaquna obred pogosto spremlja pomembne socialne, politične, verske itd. funkcije, po navadi z obredno predstavitvijo snopa korenin (t. i. sevusevu, ki služi kot darilo) in pitjem same yaqune. Ustrezno temu, oprema za pripravo tradicionalnega obreda predstavlja strokovno obrt. Tradicionalno oblikovane kavne sklede so sklede narejene iz enega samega kosa lesa, z več nogami. Modernejše izvedbe so prav tako zelo okrašene, pogosto izrezljane in intarzirane z biserovino in školjkami. 
Kava se predvsem uporablja za družabna srečanja z namenom povečanja prijaznosti in za sprostitev po službi. Ker ima zelo velik verski pomen, se uporablja za pridobivanje navdiha. Med nekaterimi kristjanskimi skupnostmi je bila pijača videna kot greh, vendar druge skupnosti jo podpirajo, saj nadomešča alkohol.

### Namakals (kavni bari)
Namakals so bari, kjer prodajajo tradicionalne kavne napitke. Ideja izvira iz republike Vanuatu, iz mesta Port Vila. Stalna stranka, ki pride Namakal, si naroči kavo in si poišče udoben prostor, kjer bo lahko uživala kavne učinke (″listen to the kava″). Izraz Namakal pomeni prostor miru. Pravi Namakal je območje, kjer se po delovnem dnevu snidejo možje. Po tradiciji naj bi bili namenjeni samo moškim, ženam in otrokom je vstop prepovedan. 
Leta 2002 se je v južni Floridi pojavila prava eksplozija Namakalov.